# 奥古斯特·古斯塔夫松
奥古斯特·古斯塔夫松（瑞典語：August Gustafsson，1875年11月4日—1938年10月31日），瑞典男子拔河运动员。他曾代表瑞典参加1912年夏季奥林匹克运动会拔河比赛，获得一枚金牌。